# Konrad Chmielewski
Konrad Chmielewski (ur. 30 września 1838 w Wilnie, zm. 10 sierpnia 1899 w Nałęczowie) – polski lekarz, dyrektor uzdrowiska w Nałęczowie, uczestnik organizacji przygotowującej powstania styczniowego, sybirak. 

## Życiorys
Syn Aleksandra i Pelagii Olędzkiej. Ukończył Instytut Szlachecki w Wilnie i Wydział Lekarski Uniwersytetu Moskiewskiego (1860). Zaangażował się w przygotowanie powstania styczniowego, należąc do organizacji białych. W styczniu 1862 został aresztowany i zesłany do Wierchnieudińska, Tobolska i Tomska. W 1867 roku pozwolono mu na powrót do kraju.
Od 1867 do 1869 praktykował w Kowlu, potem przeniósł się do Warszawy. Razem z Fortunatem Nowickim i Wacławem Ignacym Lasockim wskrzesił Zakład Leczniczy w Nałęczowie, którego był dyrektorem od 1886 roku do śmierci. 
Zmarł w Nałęczowie, został pochowany na nałęczowskim cmentarzu.

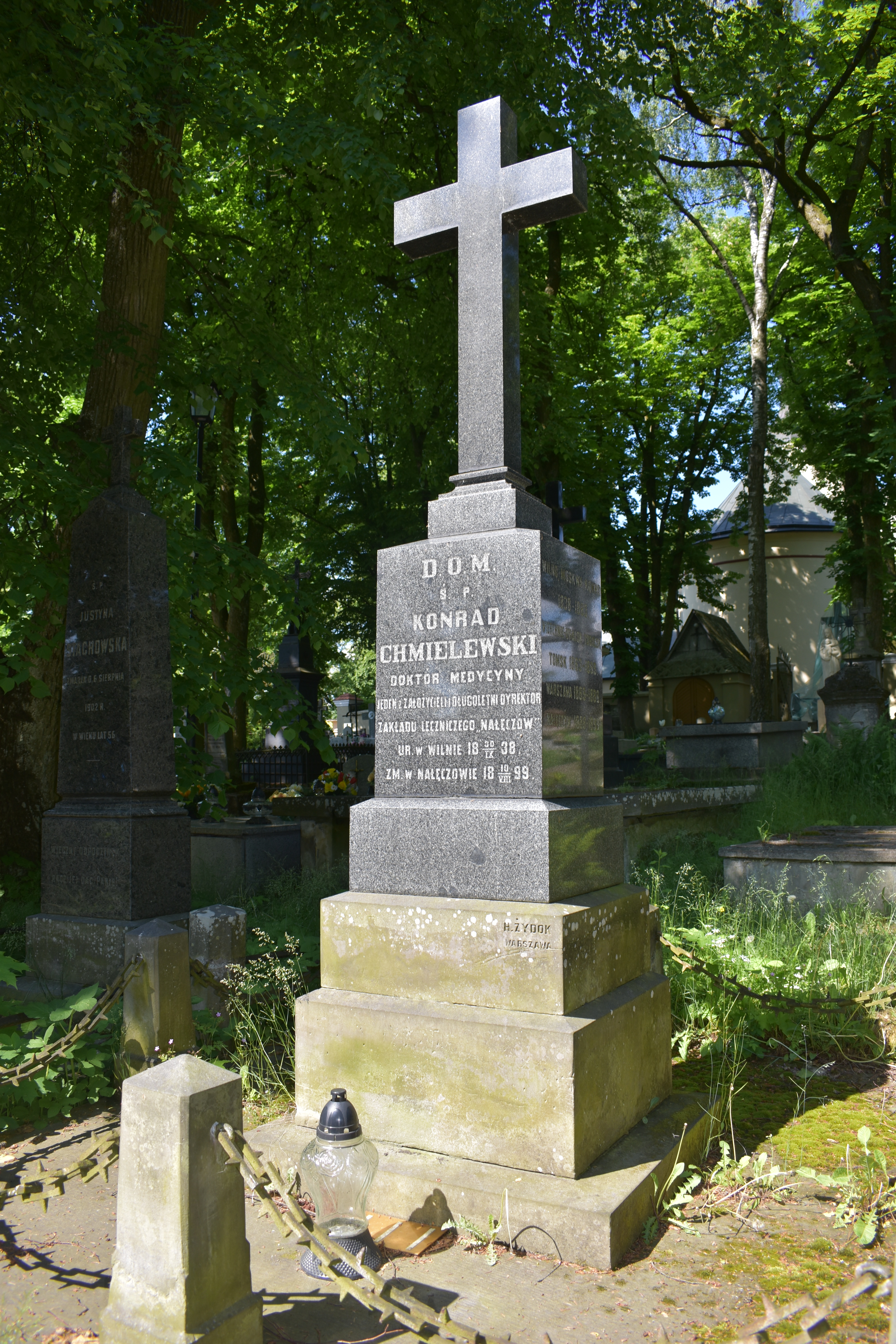
Grób Konrada Chmielewskiego przed renowacją

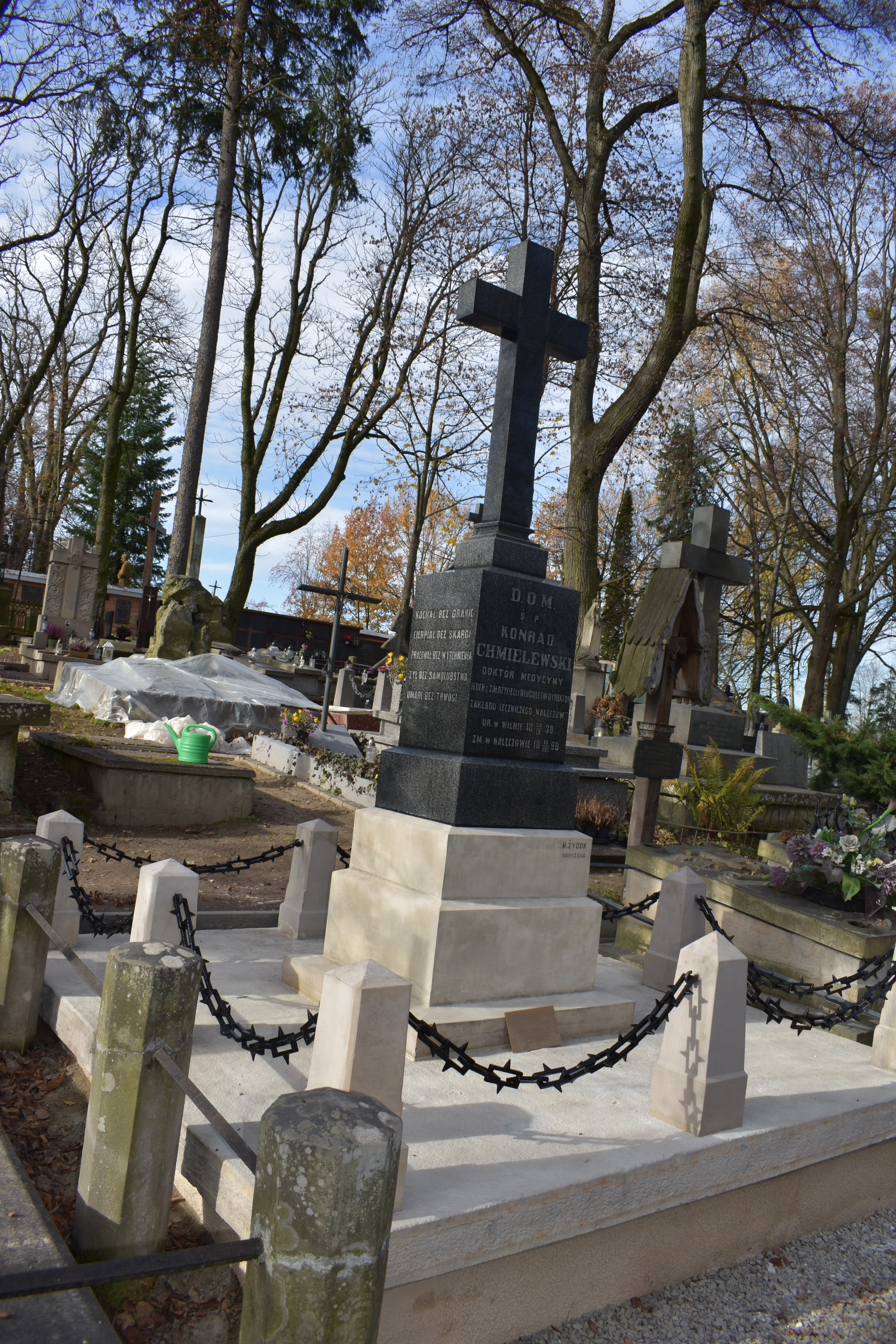
Grób Konrada Chmielewskiego po renowacji (2023)

W 2022 Towarzystwo Przyjaciół Nałęczowa, dzięki środkom przyznanym przez premiera Mateusza Morawieckiego, odnowiło miejsce pochówku Chmielewskiego.